# Ronco di Maglio (area protetta)
Ronco di Maglio è un sito di interesse comunitario della Regione Liguria, nell'ambito della Direttiva 92/43/CEE (Direttiva Habitat), designato inoltre come Zona Speciale di Conservazione. Comprende un'area di 1149 ettari nel territorio dei comuni di Bormida, Mallare, Osiglia e Pallare, in Provincia di Savona.

## Territorio

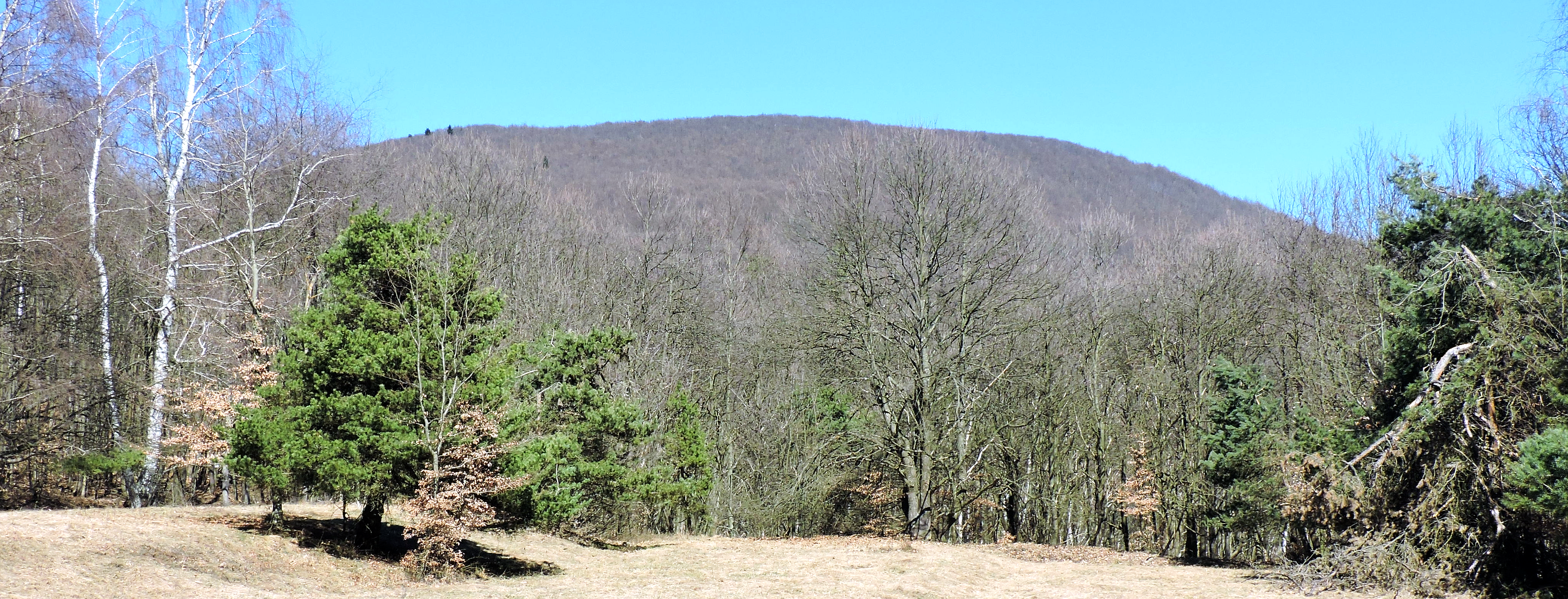
La montagna vista da sud

Il SIC comprende l'area circostante all'omonimo rilievo prealpino di Ronco di Maglio. Si tratta di vasti boschi di latifoglie all'interno dei quali sono presenti varie aree sorgentizie. La geologia del sito è piuttosto complessa; a livello litologico la zona comprende varie tipologie di rocce tra le quali micascisti (ascrivibili alla Formazione di Murialdo), graniti, quarziti, dolomie e le andesiti della Formazione di Eze.

## Flora e vegetazione
Nell'area protetta il disturbo delle attività umane sull'ambiente naturale è relativamente lieve. In particolare rimangono zone ben conservate di vegetazione riparia negli impluvi; importanti da un punto di vista conservazionistico sono anche le aree prative aride, ricche di specie di orchidee. Sono inoltre presenti prati da fieno, faggete e boschi misti. Tra le specie vegetali che vivono nel SIC si segnalano Campanula medium (la campanula toscana), Lilium martagon (il giglio martagone, in generale minacciato dalla raccolta eccessiva) e varie specie di orchidee tra le quali Cephalanthera longifolia, Gymnadenia conopsea e Listera ovata.

## Fauna

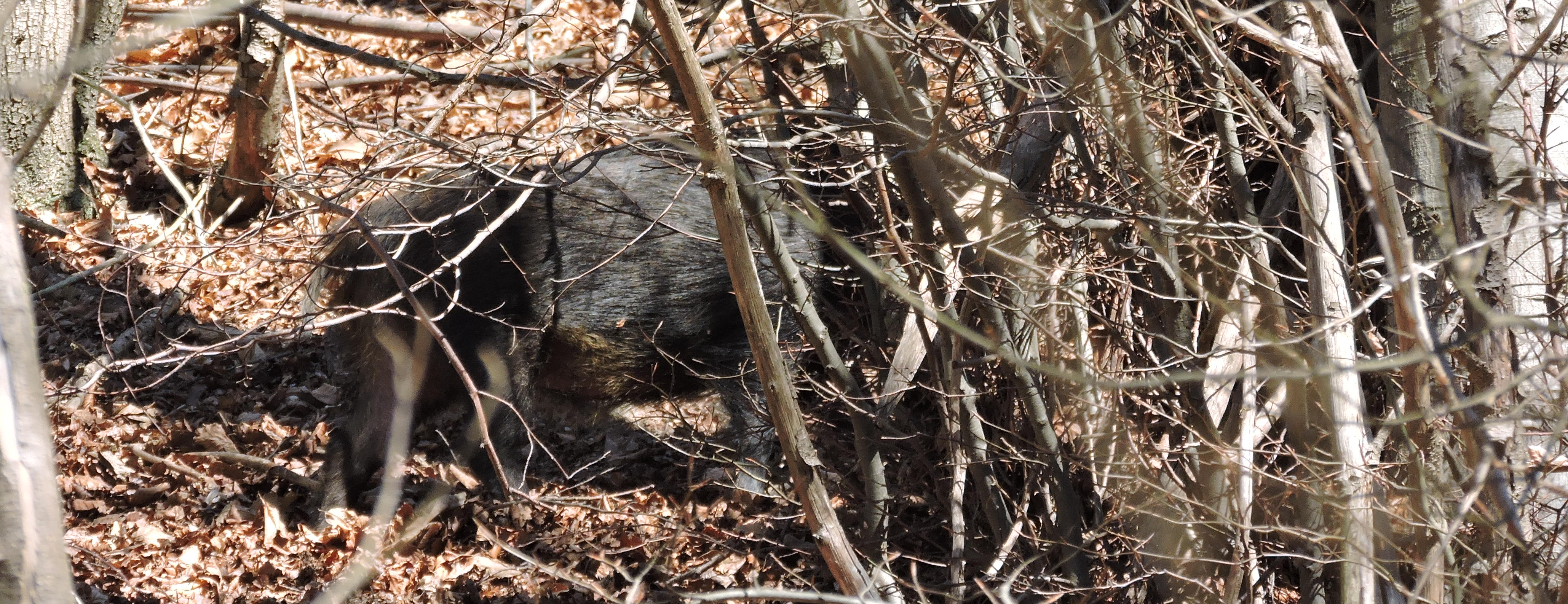
Un cinghiale nei boschi di Ronco di Maglio

Oltre alle specie di mammiferi tipiche delle Prealpi Ligurie alcune specie di uccelli protetti come Sitta europaea (picchio muratore) e Pernis apivorus (falco pecchiaiolo) sono presenti nel sito alcune interessanti specie di invertebrati rare o endemiche della zona. Tra questi si possono ricordare i coleottero Carabus solieri ssp. liguranus,  Haptoderus apenninus e Philorhizus liguricus. Tra le varie misure di conservazione previste per l'area protetta c'è quella di garantire la presenza di un certo numero di alberi morti o deperienti per ettaro, in modo da fornire un habitat adeguato per gli insetti xilofagi con lunghi periodi di sviluppo larvale.

## Attività
La zona attorno al monte è percorsa da alcuni sentieri, tra i quali quello che accede alla cima partendo dalla Colla Baltera. Sul lato Est-Sud si può raggiungere l'area più elevata del SIC in poco più di un'ora di cammino partendo dalla alla località Pirotti, ricadente nel Comune di Bormida. Oltre che a piedi questi itinerari sono anche accessibili con la mountain bike.